# Moordkruis

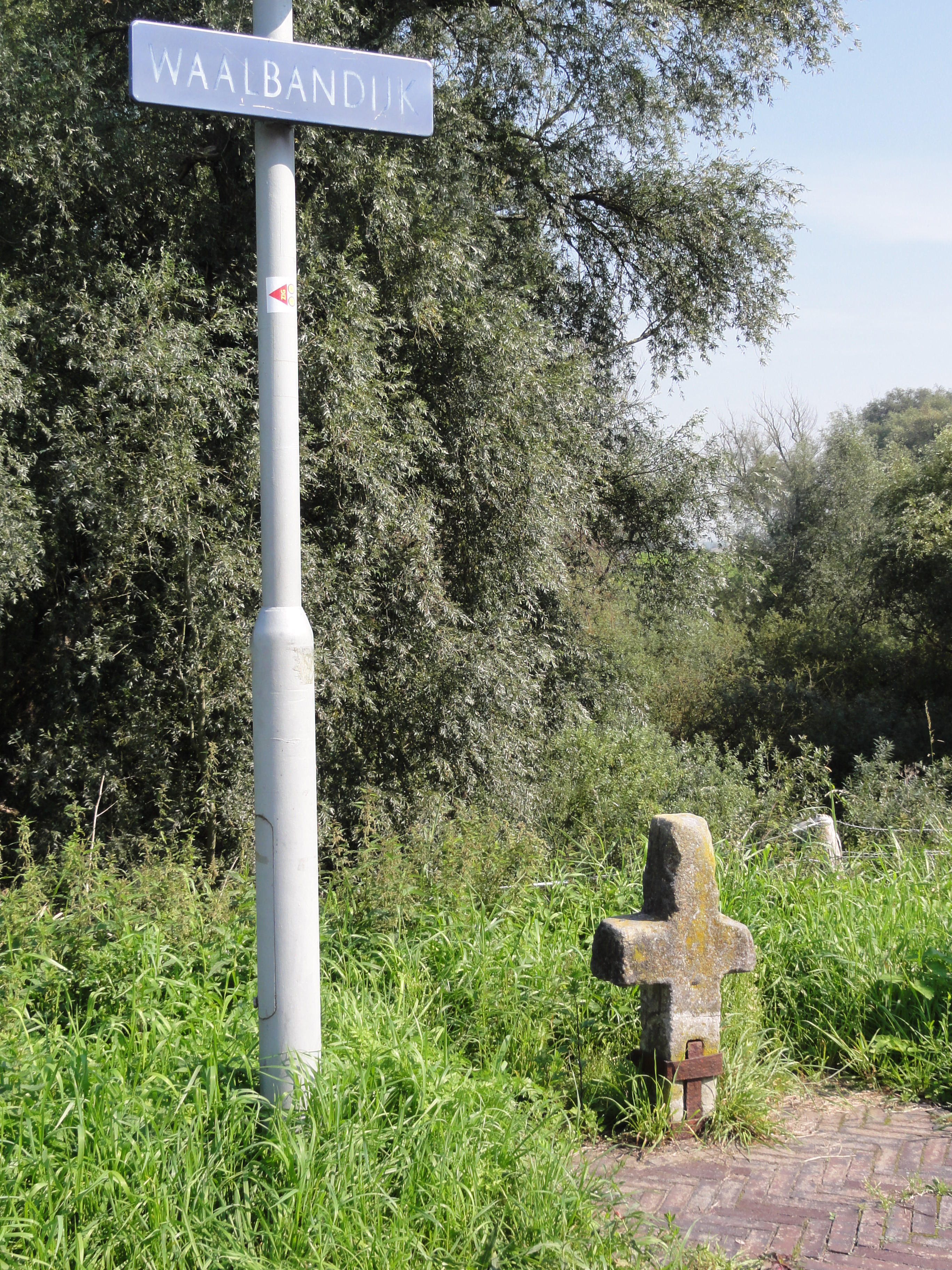
Moordkruis uit 1542 op de dijk bij Druten

Een moordkruis, ook wel boetekruis, doodslagkruis, memoriekruis of zoenkruis genoemd, is een monument voor de slachtoffer(s) van een gewelddaad zoals moord of doodslag en is geplaatst door de dader of diens familie als blijvend aandenken en als blijk van respect van de dader voor de slachtoffers. Het gebruik heeft wellicht zijn oorsprong bij de Germanen, die de bloedwraak kenden, maar waar de dader deze bloedwraak kon afkopen bij de nabestaanden van het slachtoffer. Als bewijs hiervan werd een gedenkteken opgericht.
In het Duitse Rijk was het zeer gebruikelijk om op de plaats van een doodslag een gedenkteken op te richten.  Dit gebruik is ook bekend in de graafschappen Vlaanderen, Holland en Zeeland. Voor graaf Floris V was op de plaats waar hij was doodgeslagen een groot houten kruis opgericht, dat bijna honderd jaar na de misdaad nog steeds in ere werd gehouden. In 1544 werd op het  Buitenhof een ijzeren kruis opgericht op de plaats waar volgens de overlevering Willem Cuser en Aleid van Poelgeest waren doodgeslagen.
Nog tot in de zeventiende eeuw kon een rechter in de Nederlanden een veroordeelde als bijkomende straf de verplichting opleggen tot het oprichten van een 'zoenkruis'. Soms vermeldt het gedenkteken naast de naam van het slachtoffer iets over de toedracht van de daad en een oproep tot gebed.
In de 19e en 20e eeuw zijn ook moordkruisen geplaatst door nabestaanden van slachtoffers. Het aspect van boetedoening is hierbij verdwenen, de kruisen dienen uitsluitend als eerbetoon aan de slachtoffers en als markering van de plaats waar het delict heeft plaatsgevonden.

## Voorbeelden

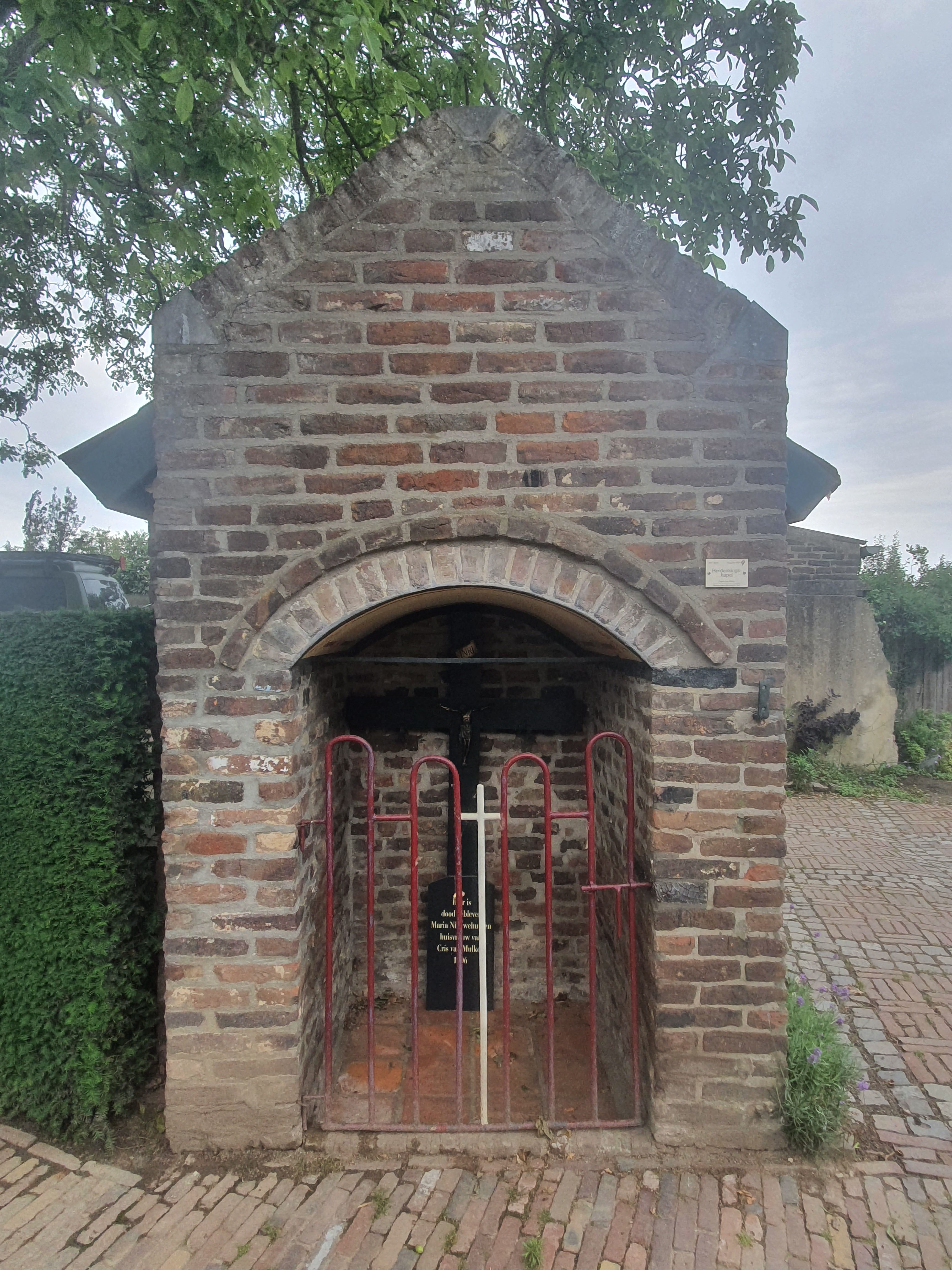
Moordkruiskapel in Maasband bij Stein

Voorbeelden van moordkruisen zijn in Nederland te vinden in:
Overijssel:
- Eikelhof (Overijssel) - uit 1393 (niet zeker of overledene, heer Johalvedens, stierf ten gevolge van moord)

Gelderland:
- Elst, aan de Linge - 15e eeuw
- Druten, Waalbandijk - uit 1542

Limburg:
- Wolfshuis, ingemetseld in de Van Tienhovenmolen - uit 1417[1]
- Elzet (Mechelen), kruising Akerstraat en Voelenbornweg - uit 1653[2]
- Tussen Eijsden en Sint Geertruid, kruising Uit de Pateel en Voerenweg - uit 1732[3]
- Tussen Nieuwstadt en Susteren, Topskoulweg, voor een dubbele moord - uit 1740[4]
- Partij, in het Dunnenbos - uit 1753 (opgericht voor een vermoorde kapucijn van het Klooster Hoogcruts)
- Heugem (Maastricht), in de berm tussen Oosterweg en Hoge Weerd - uit 1814 (stond aanvankelijk zuidelijker langs dezelfde weg in Gronsveld)[5]
- Hegge (Schinnen), kruising Lindenweg en Eyskensweg - uit 1818[6]
- Onderschey (Noorbeek), langs de bosrand onder aan de Waufsberg - uit 1848 (niet zeker of overledene, Jacobus Bindels, stierf door bliksem, ongeval of moord)[7]
- Eckelrade, Linderweg - uit 1859[8]
- Reijmerstok, in het bos naast de Molenhaagweg - uit 1896[9]
- Eijsden, aan de kruising van de Kruisstraat en de Caestertstraat bij de Mariakapel - uit 1899[10]
- Putbroek (Maria Hoop), viervoudige moord bekend als het Drama van Putbroek - uit 1931[11]
- Amby (Maastricht), Peutgensweg richting Bemelen - uit 1982[12]

In Maasband (bij Stein, Limburg) bevindt zich een Moordkruiskapel uit 1806.

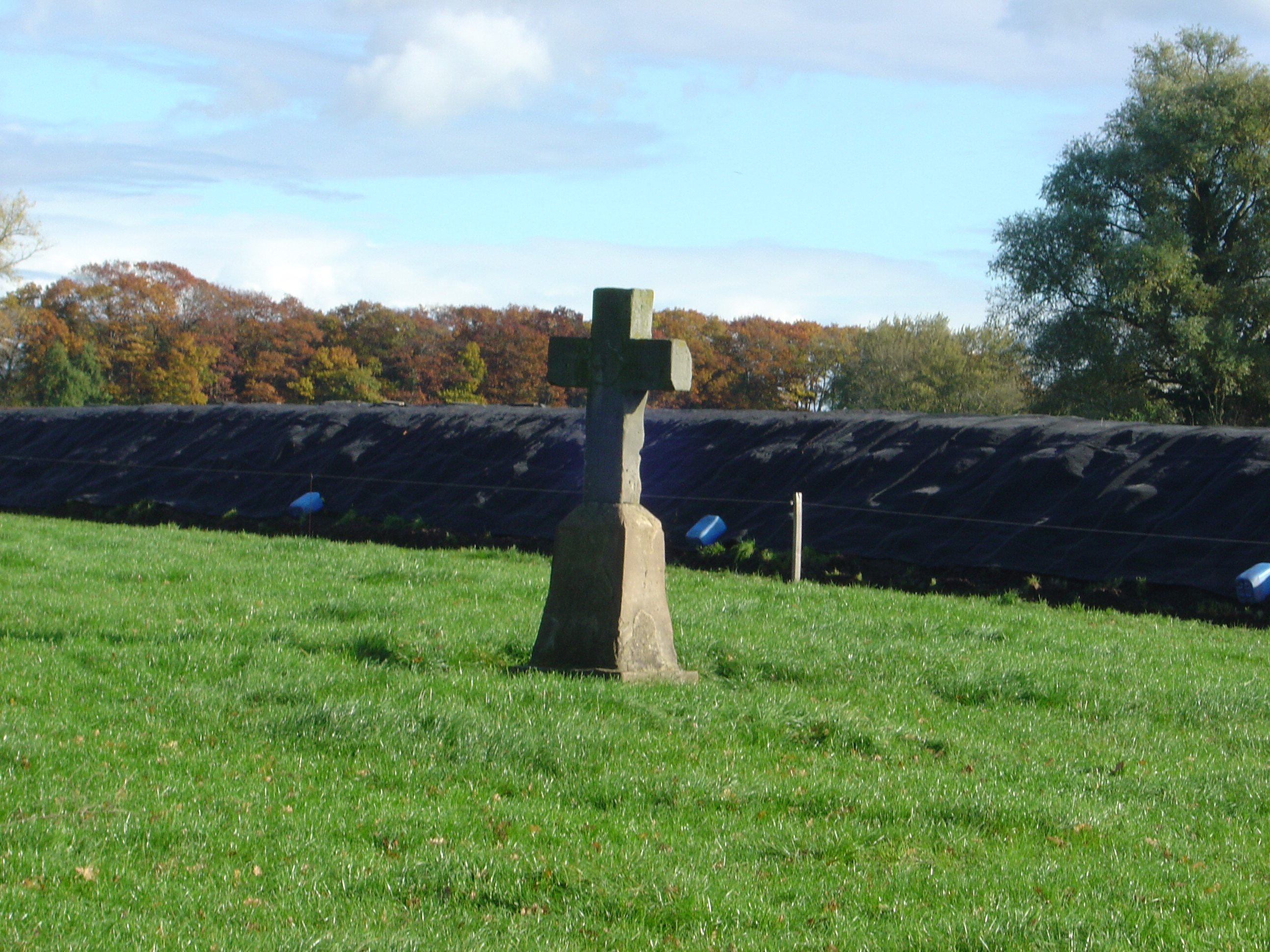
Kruis te Eikelhof
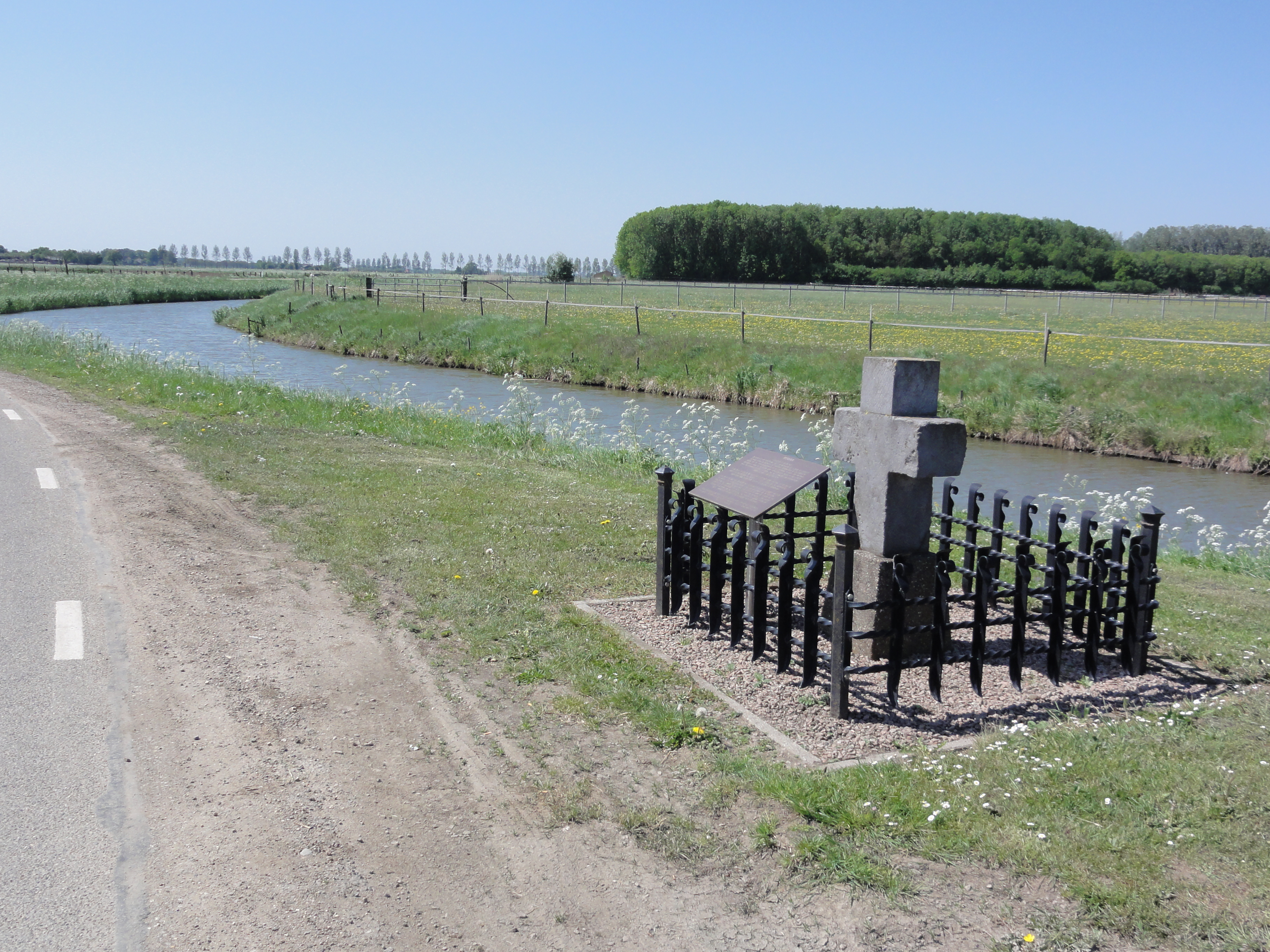
Moordkruis aan de Linge
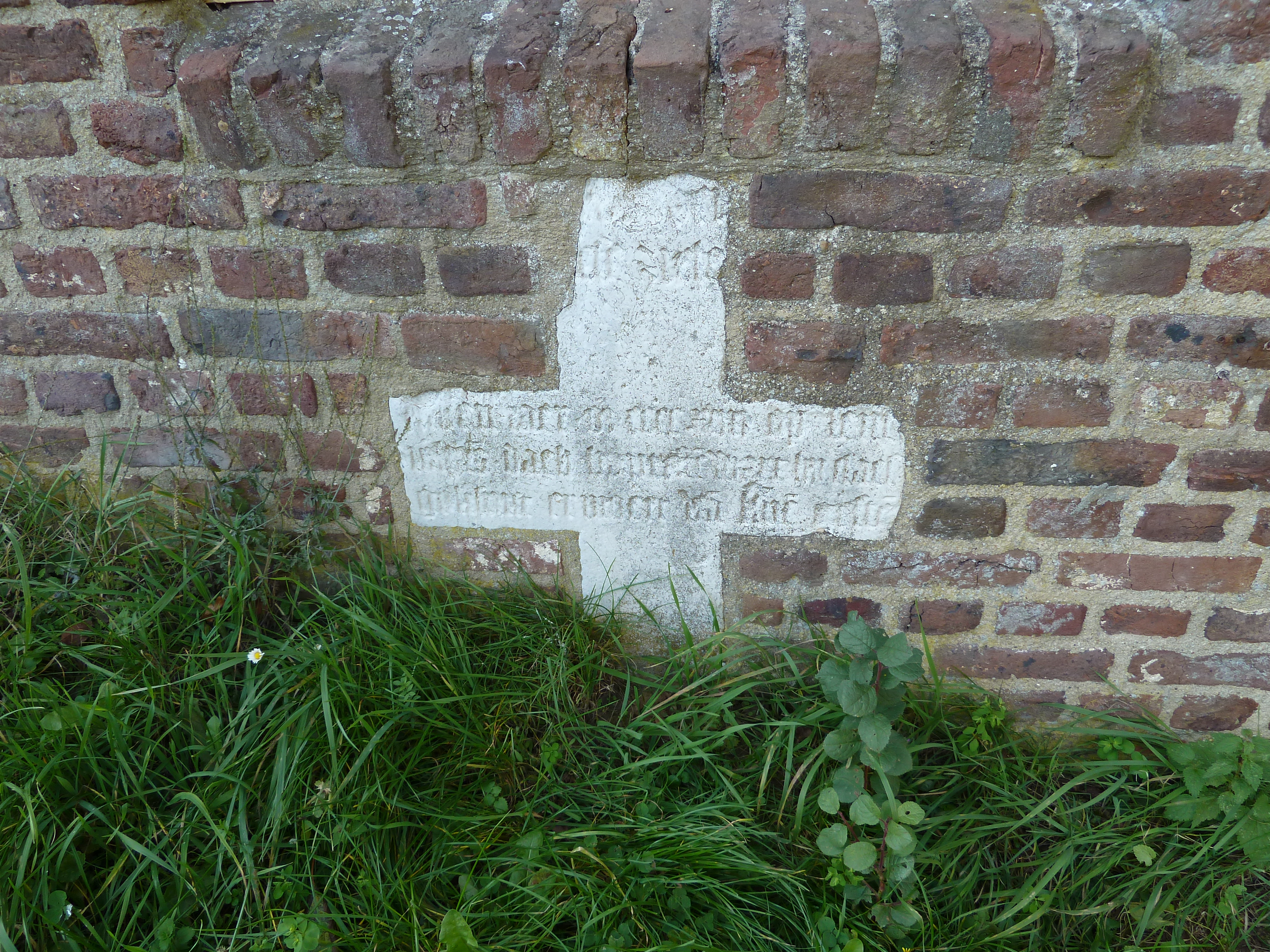
Ingemetseld moordkruis in Van Tienhovenmolen
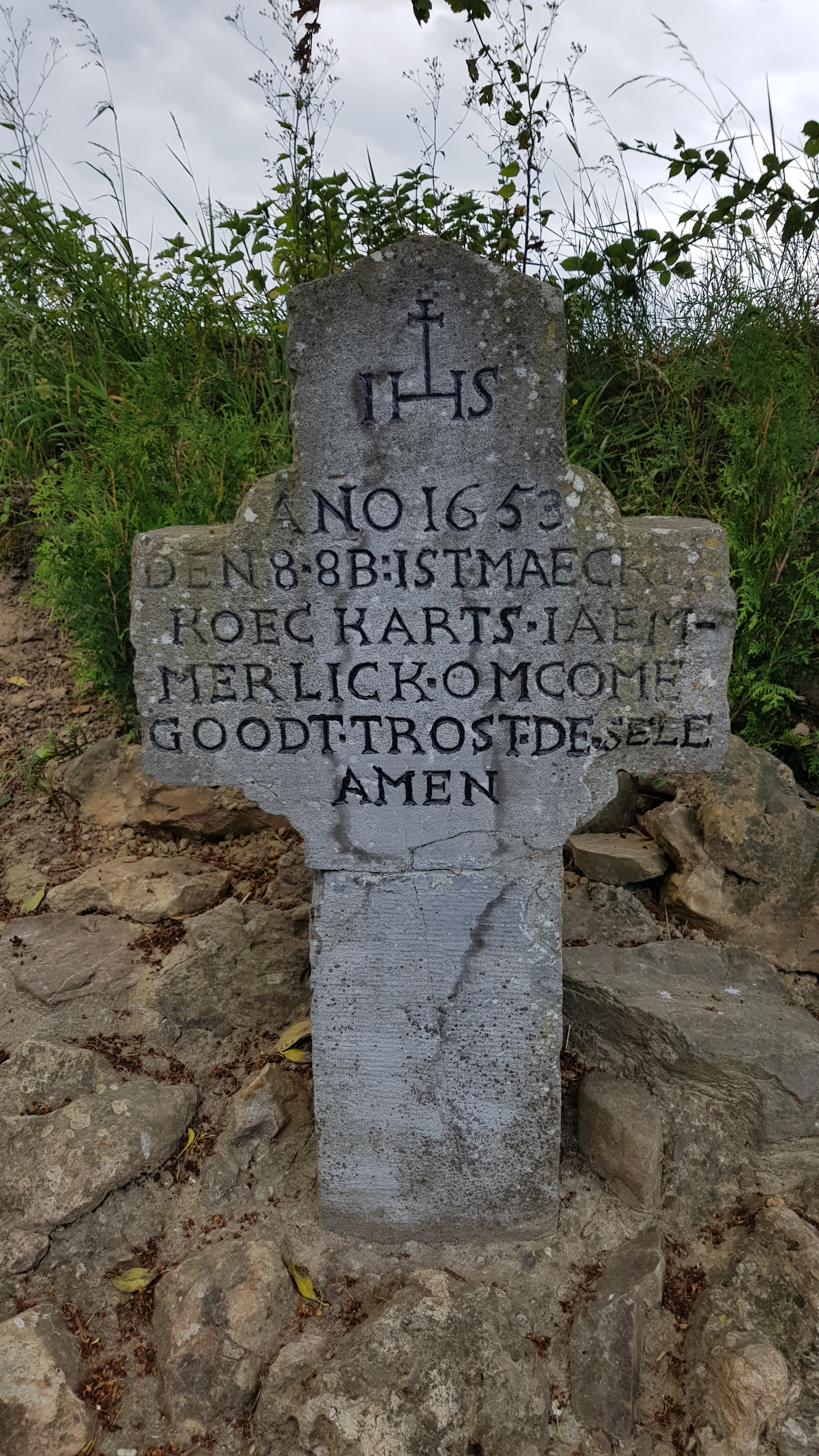
Moordkruis van Elzet
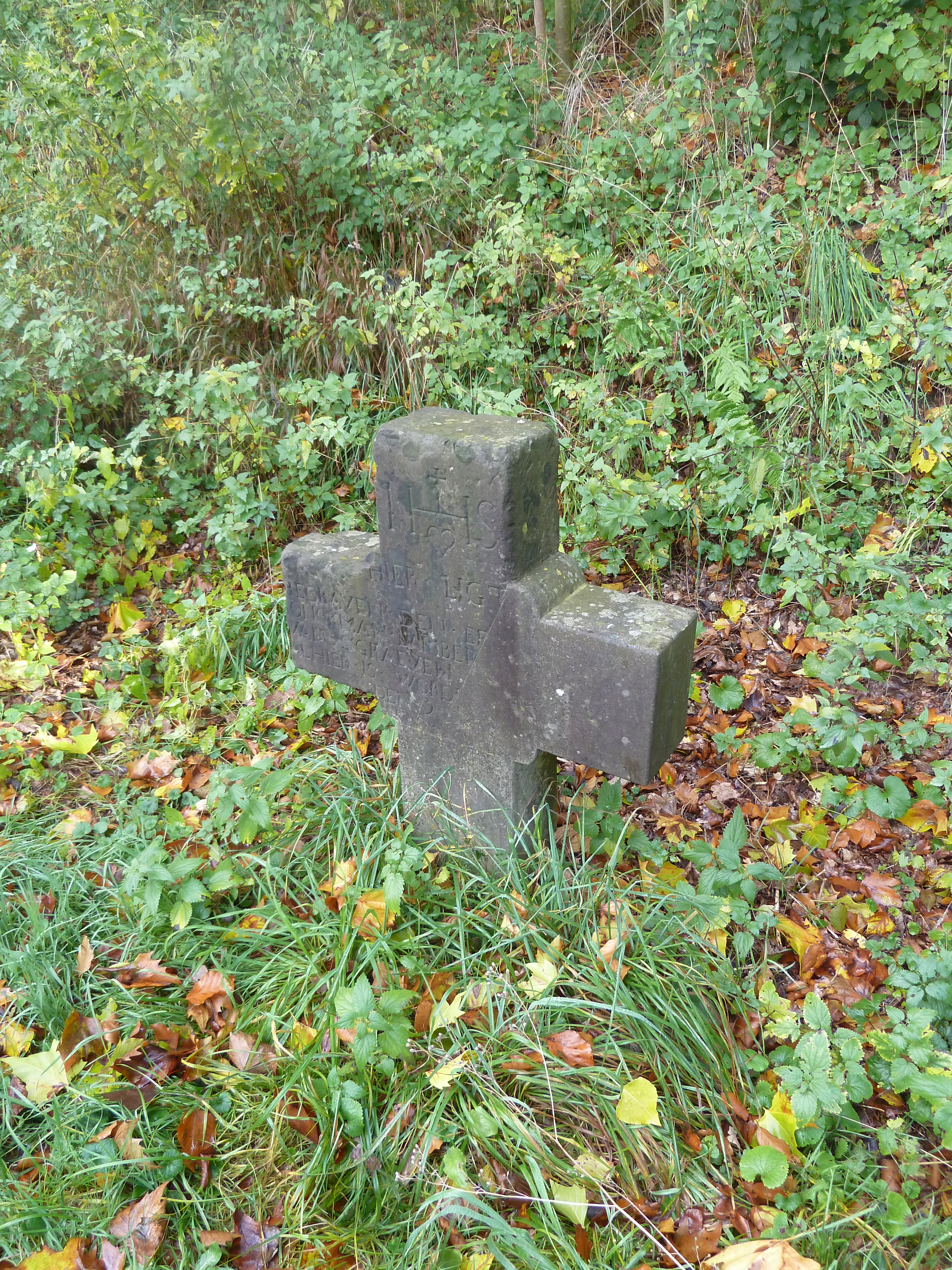
Moordkruis Uit de Pateel
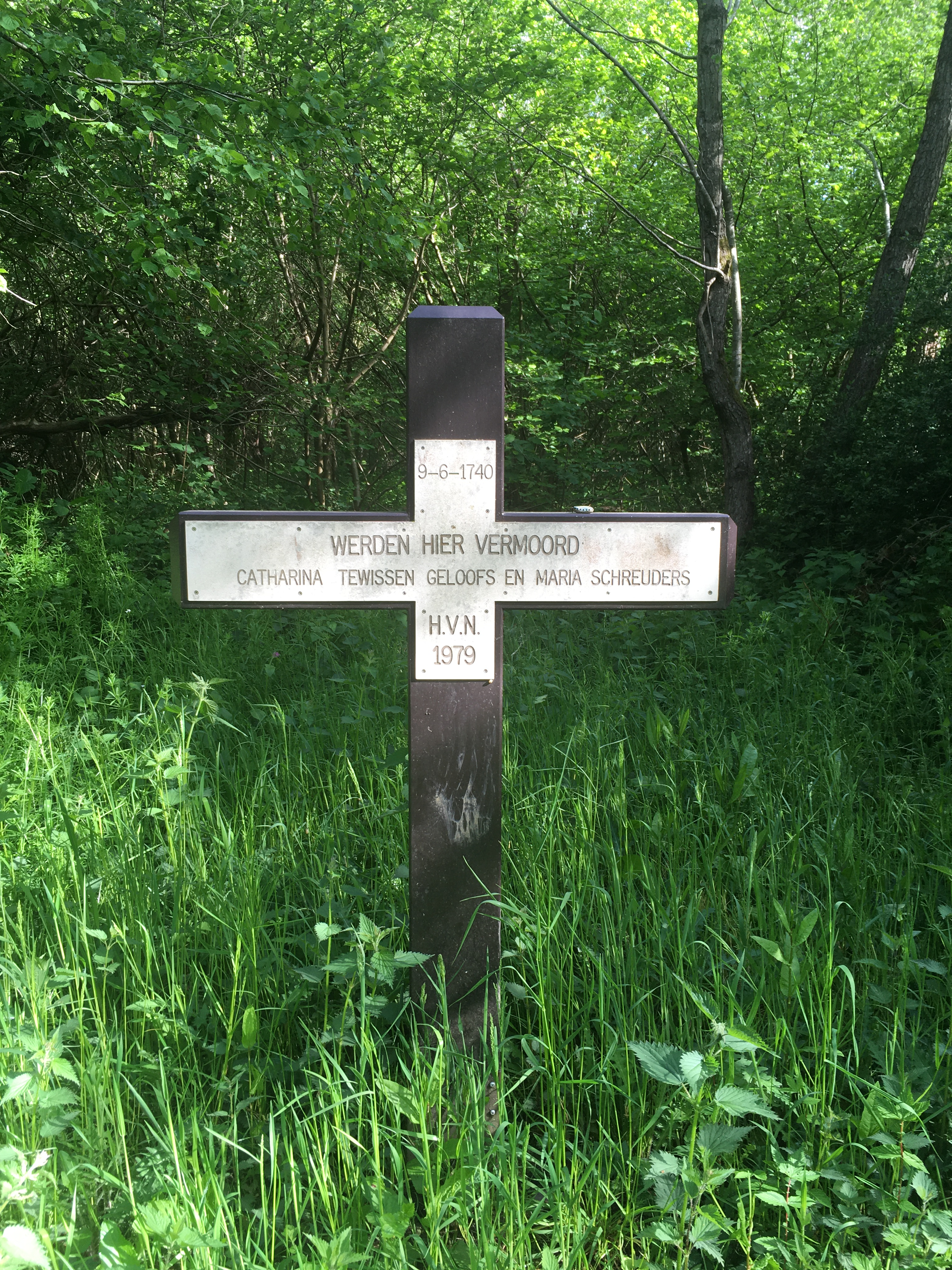
Moordkruis tussen Susteren en Nieuwstadt
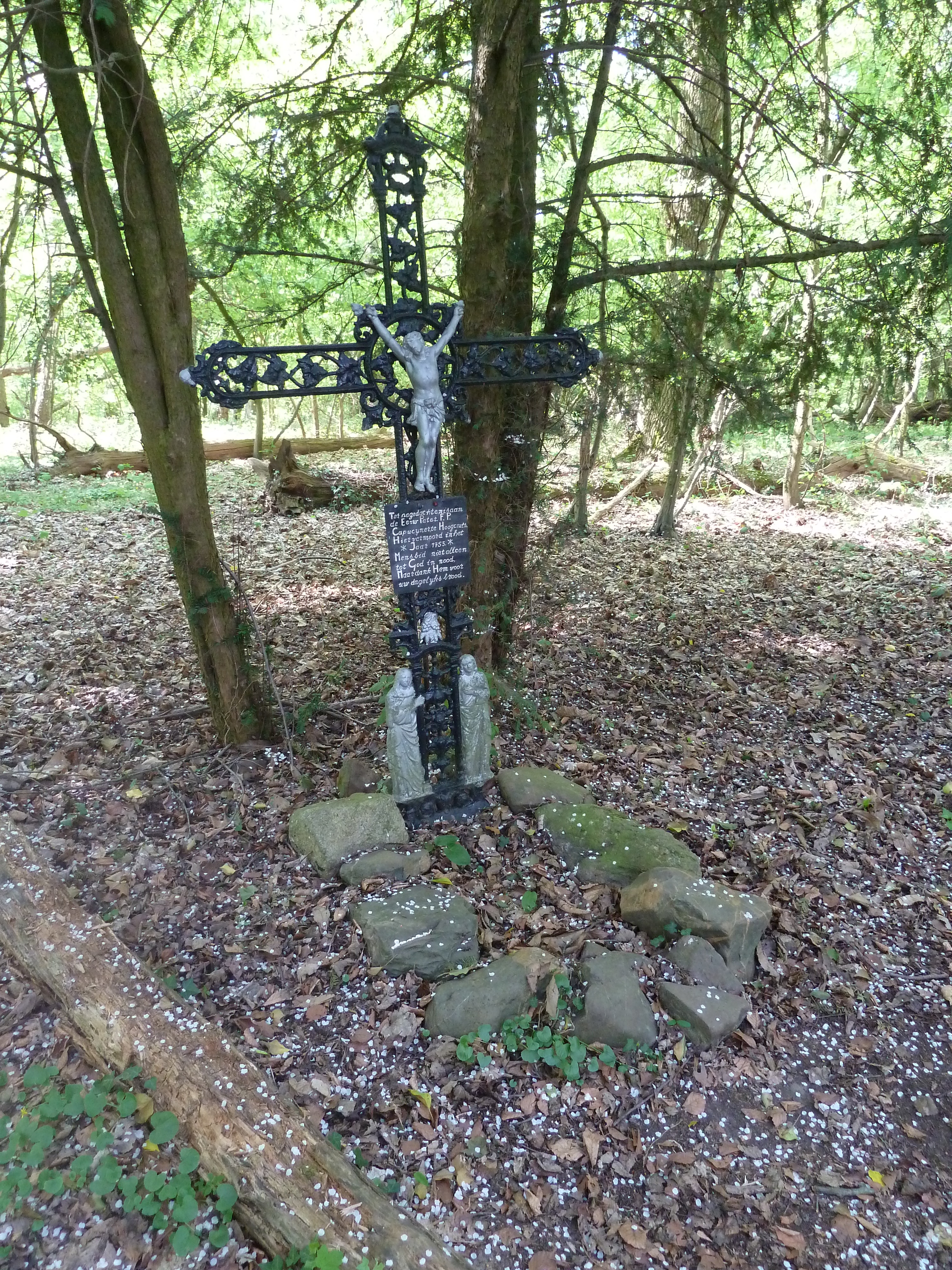
Moordkruis in het Dunnenbos
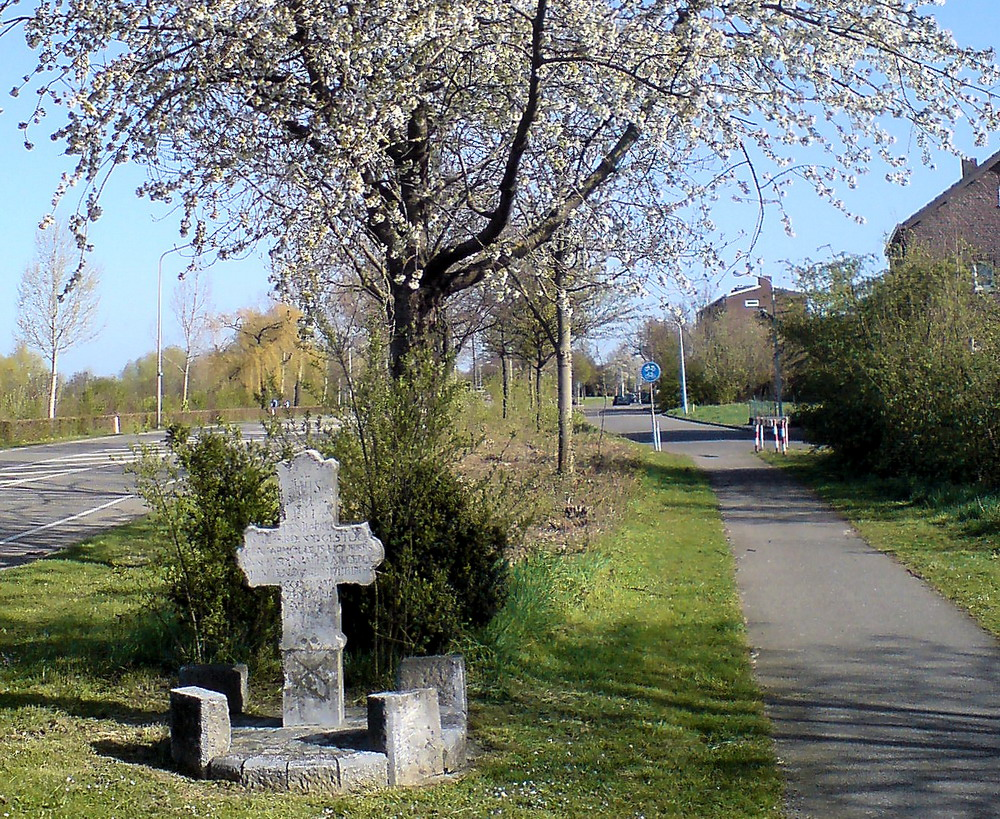
Moordkruis van Heugem
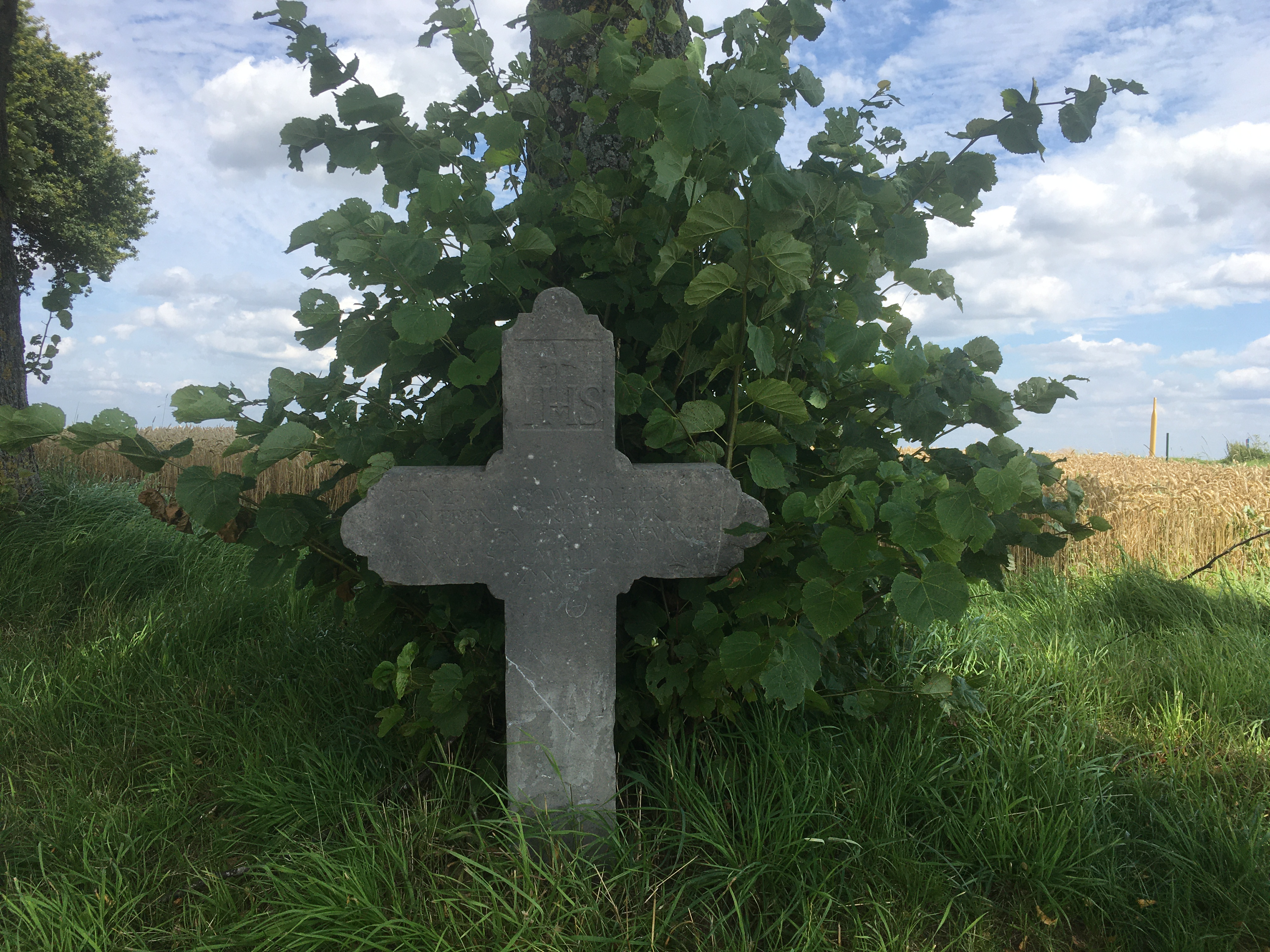
Moordkruis van Hegge
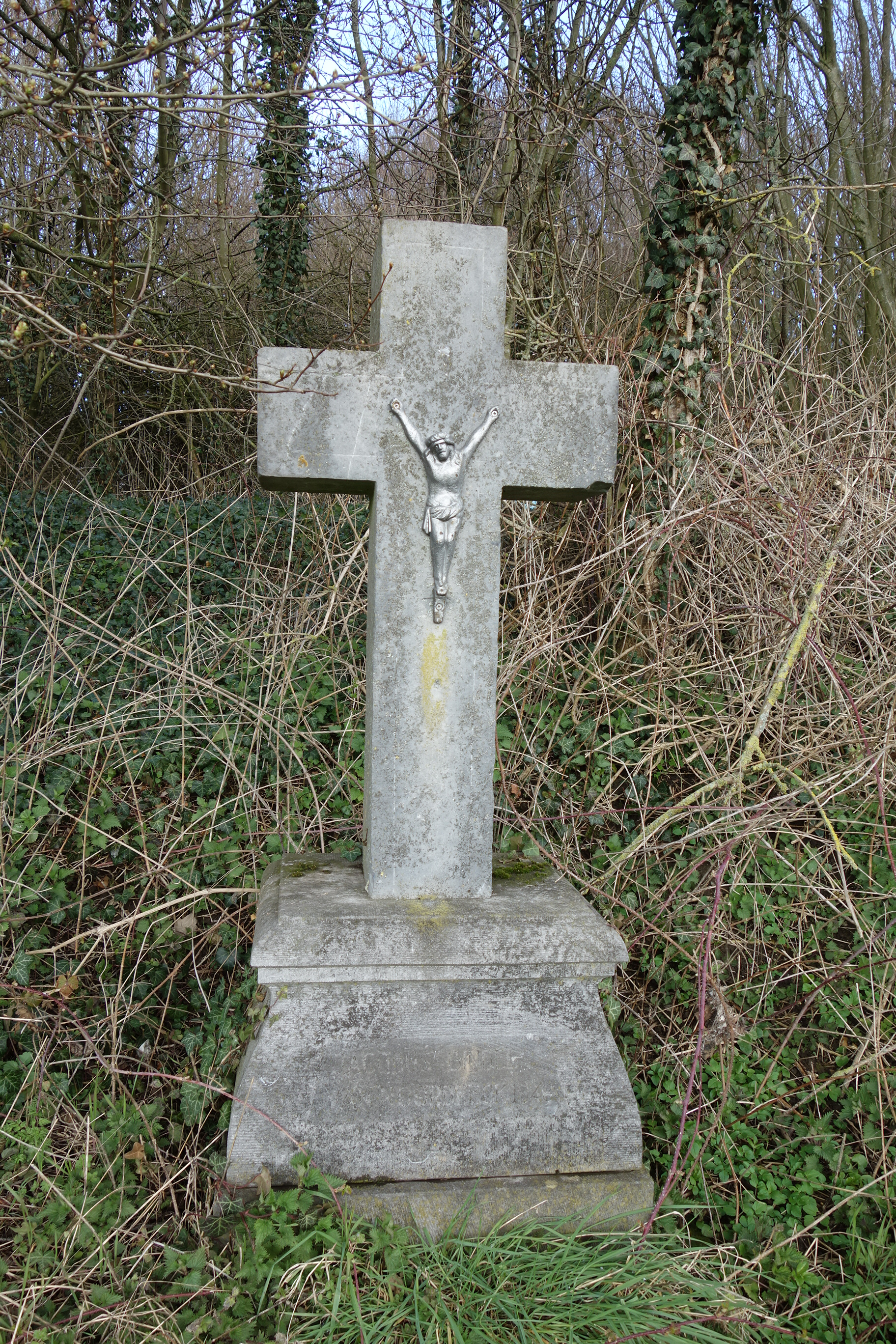
Moordkruis van Onderschey (Noorbeek)
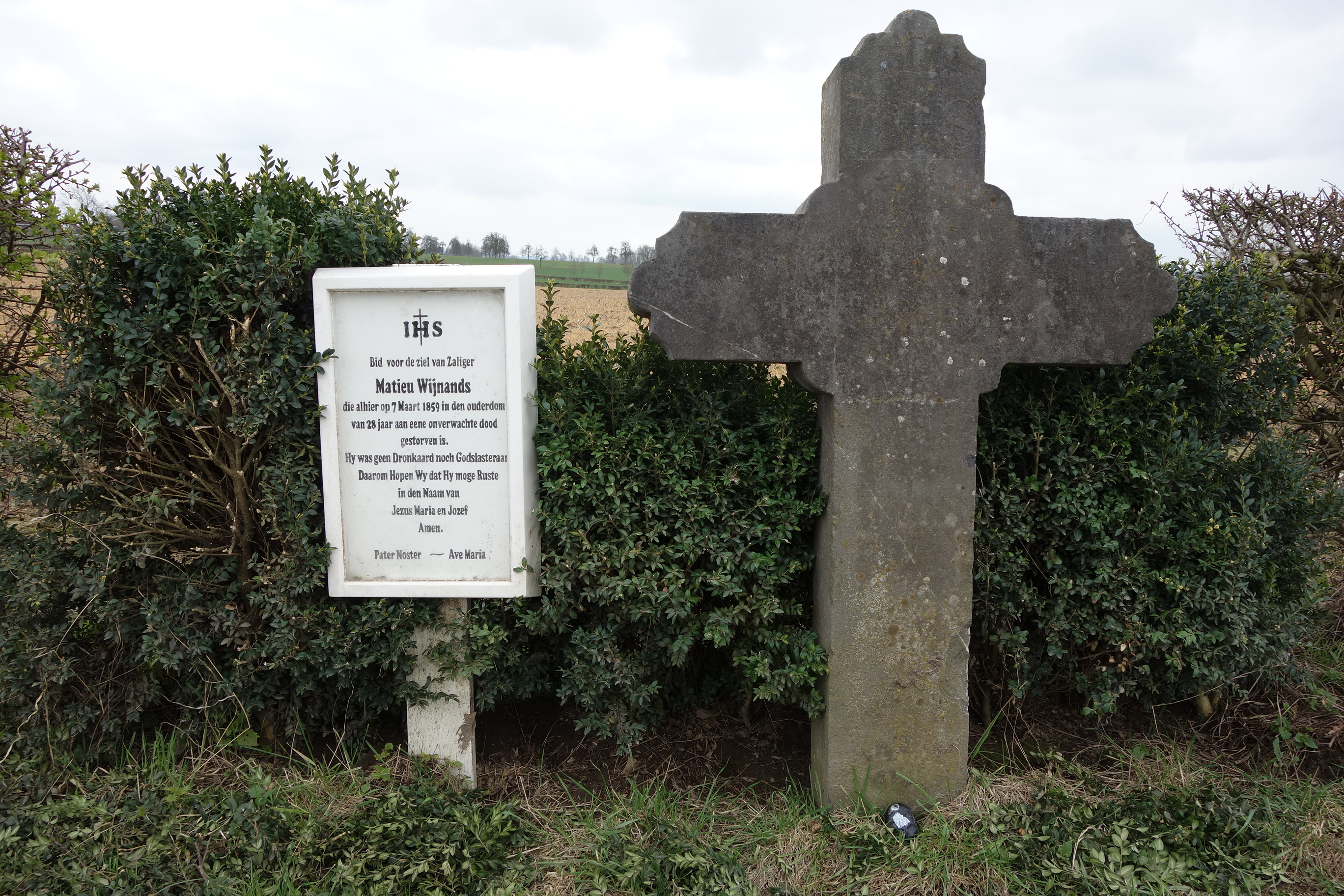
Moordkruis van Eckelrade
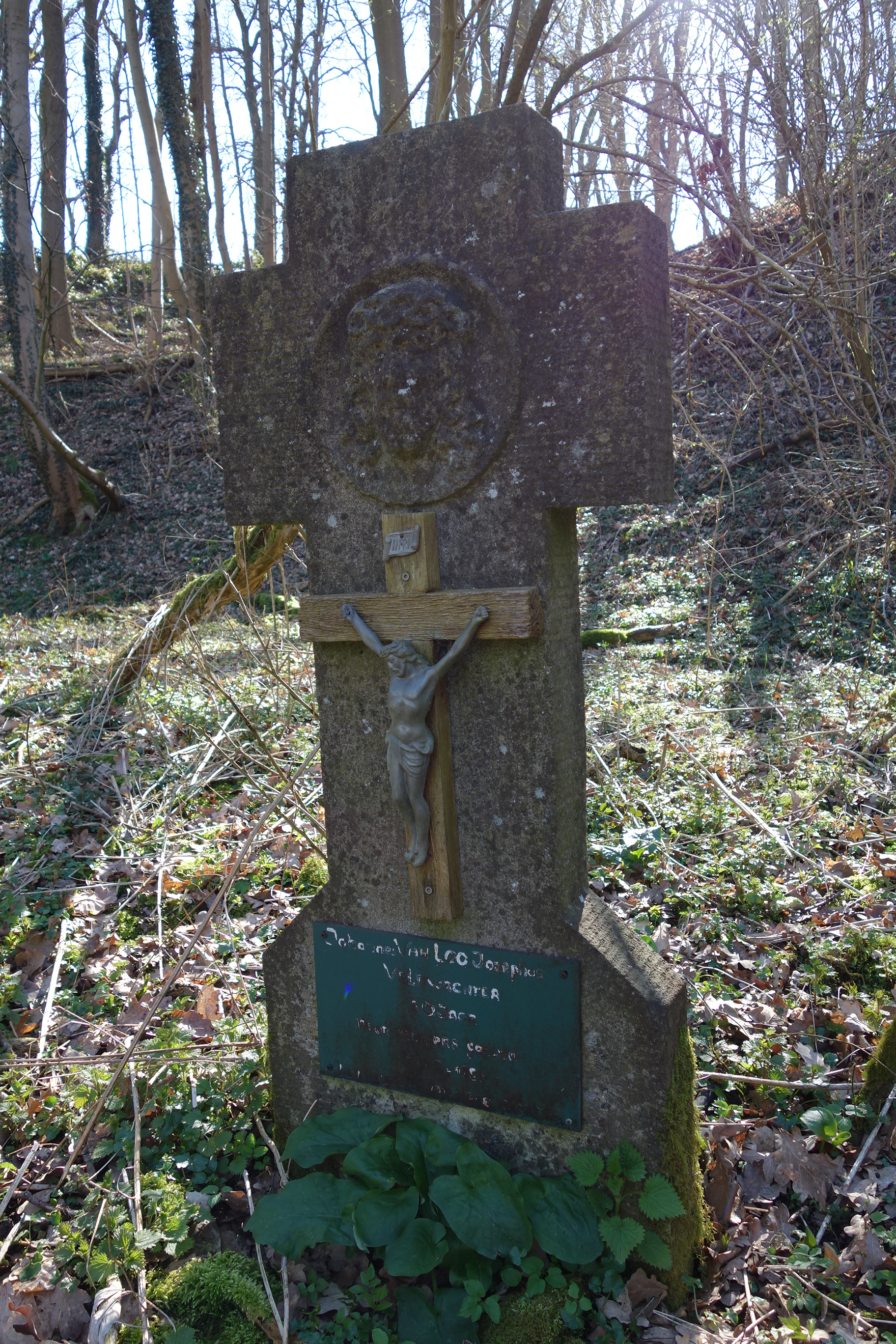
Moordkruis van Reijmerstok
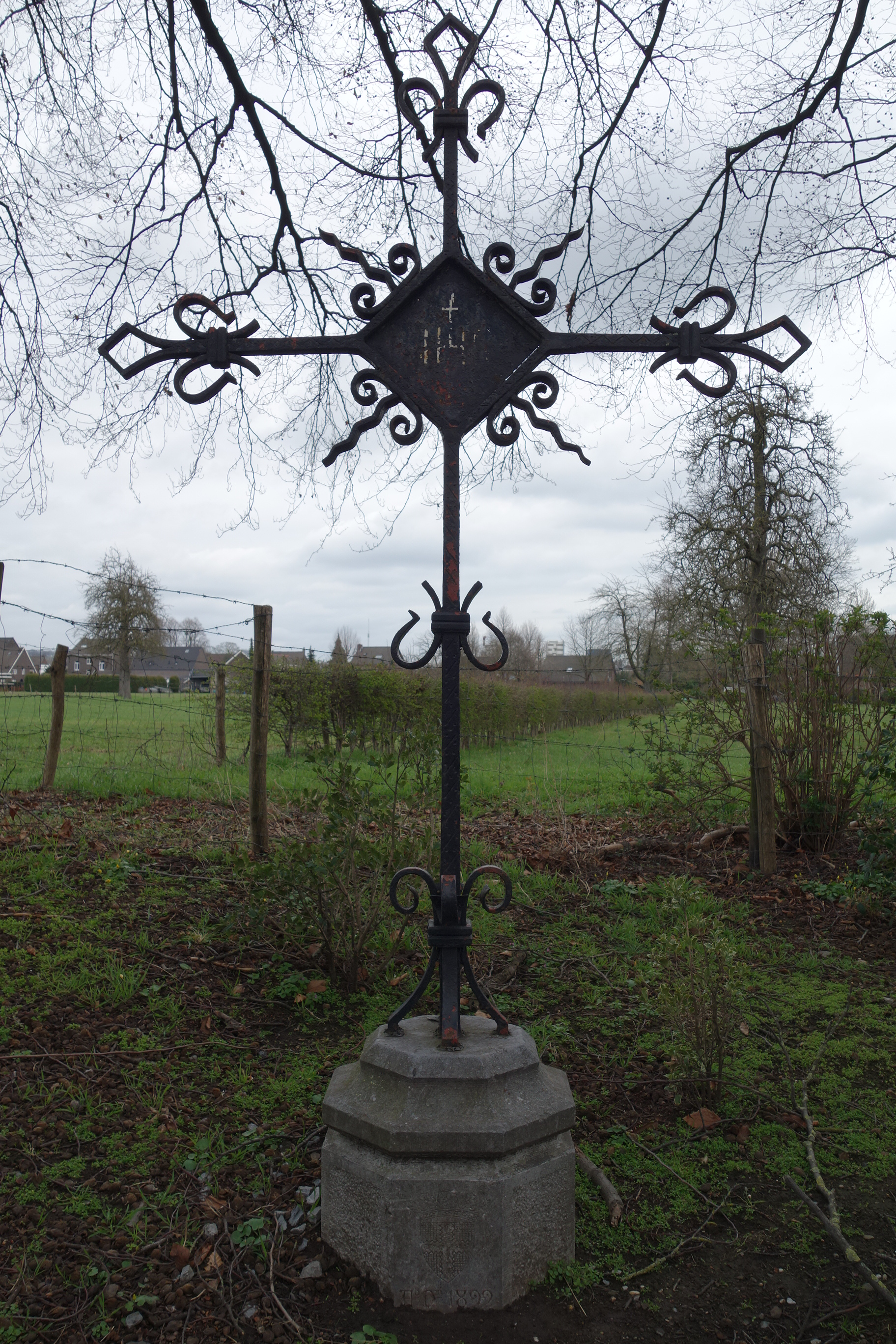
Moordkruis naast Mariakapel in Eijsden
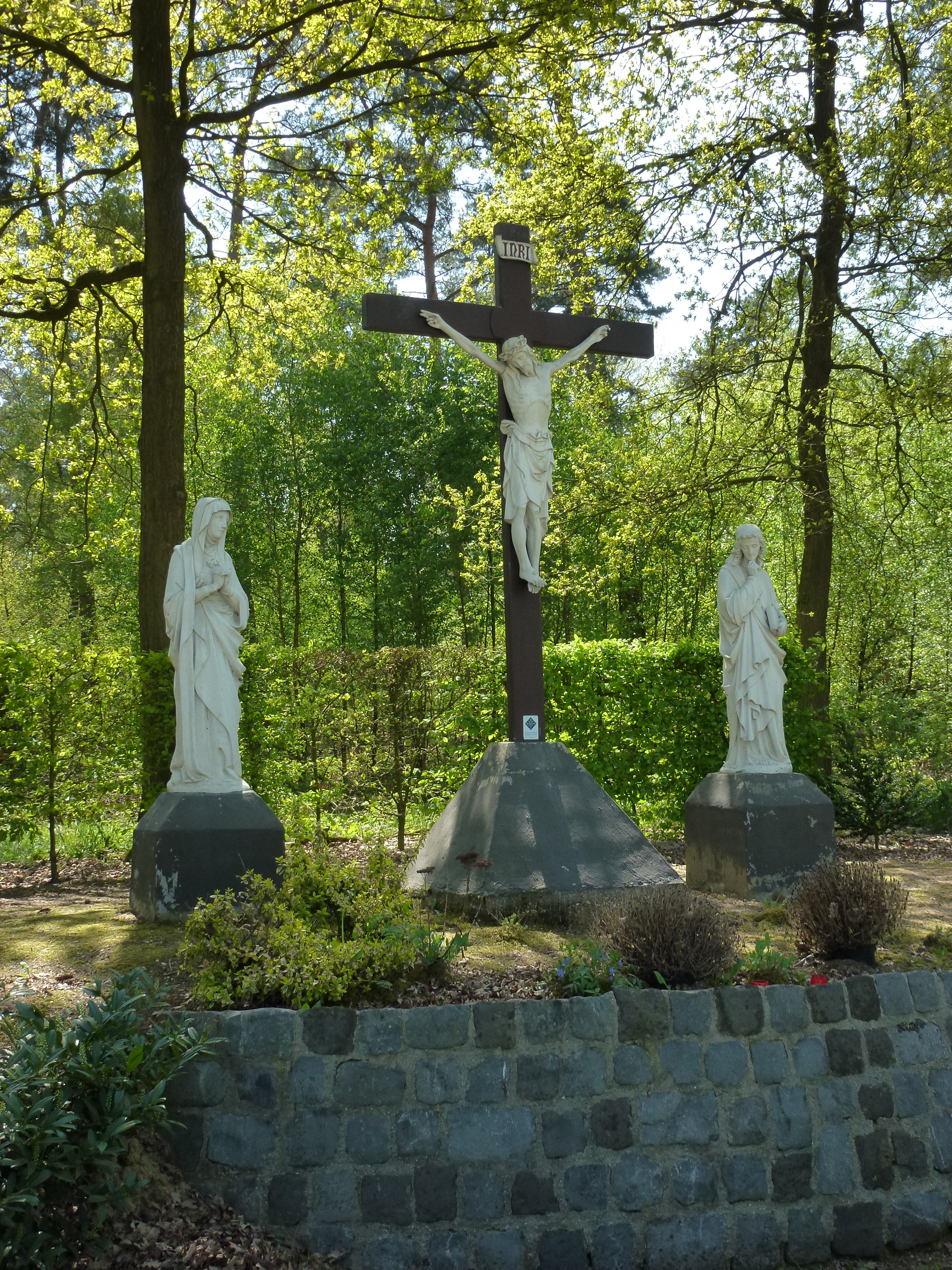
Moordkruis voor het Drama van Putbroek
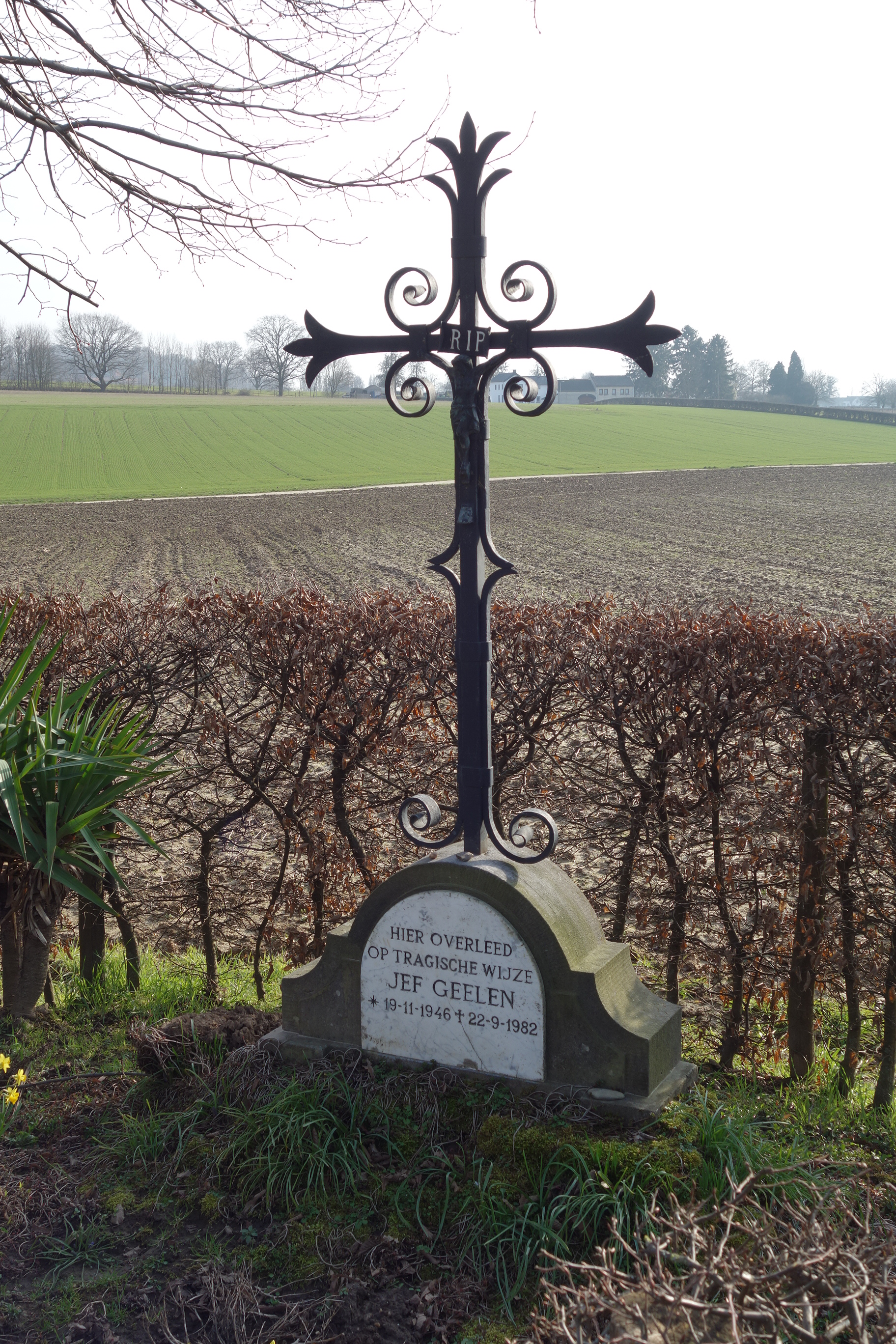
Moordkruis tussen Amby en Bemelen
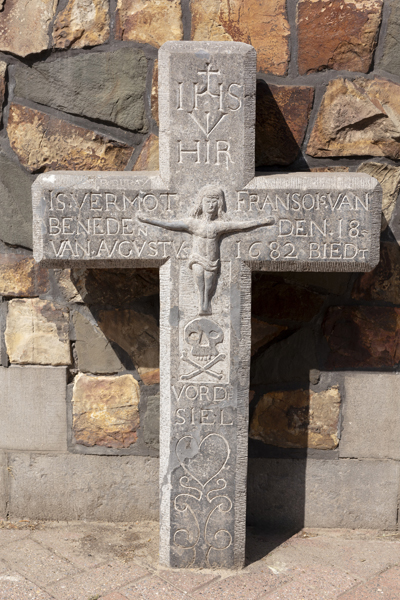
Moordkruis in Merchtem